# جو واليس
جو واليس (بالإنجليزية: Joe Wallis)‏ هو لاعب كرة قاعدة أمريكي، ولد في 9 يناير 1952 في سانت لويس الشرقية ‏ في الولايات المتحدة.

## وصلات خارجية
- جو واليس على موقعبيزبول رفرنس.كوم (الدوري الرئيسي) (الإنجليزية)
- جو واليس على موقعبيزبول رفرنس.كوم (الدوري الثانوي) (الإنجليزية)